# Daniel Bautista (polityk)
Daniel Bautista (ur. 3 marca 1974 w Salamance) – hiszpański polityk i działacz młodzieżowy, w 2009 poseł do Parlamentu Europejskiego.

## Życiorys
W 1997 ukończył studia prawnicze na Uniwersytecie w Salamance. Rok później uzyskał dyplom w dziedzinie stosunków międzynarodowych Uniwersytetu Amsterdamskiego, a w 1999 magisterium z zakresu działalności politycznej i aktywności obywatelskiej. Od 2000 do 2004 pracował jako doradca sekretarza generalnego prezydium rządu hiszpańskiego. W latach 2003–2005 był przewodniczącym młodzieżówki Europejskiej Partii Ludowej (YEPP). Pełnił też funkcję sekretarza ds. stosunków międzynarodowych młodzieżówki Partii Ludowej (Nuevas Generaciones del Partido Popular, 2001–2006). Wcześniej sprawował m.in. obowiązki sekretarza generalnego Iberoamerykańskiego Forum Młodzieżówek Partii Ludowych (1999–2001).
W 1993 wstąpił do Partii Ludowej. Był członkiem jej władz krajowych w latach 2002–2006 oraz ponownie od 2009. W tym samym roku na kilka miesięcy objął mandat posła do Parlamentu Europejskiego. Zasiadał w Komisji Handlu Międzynarodowego oraz Komisji Rybołówstwa.